# 布萊恩 (愛達荷州)
布萊恩（英語：Blaine）是位於美國愛達荷州拉塔縣的一個非建制地區。

## 地理
布萊恩的座標為46°39′26″N 116°56′56″W / 46.65722°N 116.94889°W，而該地的平均海拔高度為860米（即2821英尺）。